# Ahmad Fardid
Ahmad Fardid (en persan : سید احمد فردید), né en 1909 à Yazd et mort le 16 août 1994 à Téhéran, est un philosophe iranien et professeur à l’université de Téhéran. Il est considéré comme un des idéologues du gouvernement islamique d’Iran, arrivé au pouvoir en 1979. Fardid était influencé par Heidegger.

## Biographie
Fardid a étudié la philosophie à l’université de Téhéran, à la Sorbonne et à l’université de Heidelberg. La rareté des ouvrages écrits de Fardid fait qu’on le reconnaisse plutôt en tant qu’un philosophe orateur. C’est un curieux attribut. Bien que Fardid a essayé de justifier sa réticence expositoire par la « pauvreté » et la « contamination » de la langue [réf. nécessaire] (dans le sens heideggerien [Quoi ?][réf. nécessaire]), certains croient que sa réticence prend racine dans son perfectionnisme paralysant. Sa situation ressemble à celle d’Efimov, un personnage dans le roman inachevé de Dostoïevski, Netochka Nezvanova, où le protagoniste, un artiste joueur de violon, ayant eu un accrochage avec la sublime majesté de l’art pur, abandonne son instrument de musique pour de bon.
Fardid met en vogue le concept de l’« occidentalité » qui doit sa popularité à Jalal Al-e-Ahmad (Gharbzadegi) et, après la Révolution iranienne de 1979, devient le noyau de l’enseignement idéologique du nouveau régime islamique.

## Critiques
Ahmad Fardid a été publiquement dénoncé par des intellectuels iraniens tels Abdulkarim Soroush et Daryoush Ashouri comme un imposteur. Fardid a rejeté les droits de l’homme les déclarant « notion occidentale », et une instance de l'« Occidentalite ». Nombre de ses disciples sont devenus plus tard des dirigeants essentiels du gouvernement islamique iranien, considérant des concepts tels « démocratie », « droits civils », « tolérance » comme des signes de l’« occidentalite », revenant, en revanche, vers l’« authentique soi oriental ».